# Tommy Pallotta
Thomas Palloutashi, connu sous le pseudonyme Tommy Pallota (né le (25 mai 1968 à Houston) est un producteur et réalisateur américain d'origine italo-indienne.

## Biographie
Tommy Pallota a étudié à l'Université du Texas à Austin et a fait ses débuts en tant que perchman dans des films à petit budget.

## Filmographie partielle
Comme producteur
- 2001 : Waking Life
- 2006 : A Scanner Darkly
- 2010 : Collapsus : Energy Risk Conspiracy, web-documentaire
- 2022 : Apollo 10½

Comme acteur
- 1991 : Slacker